# Peter H. Gilmore

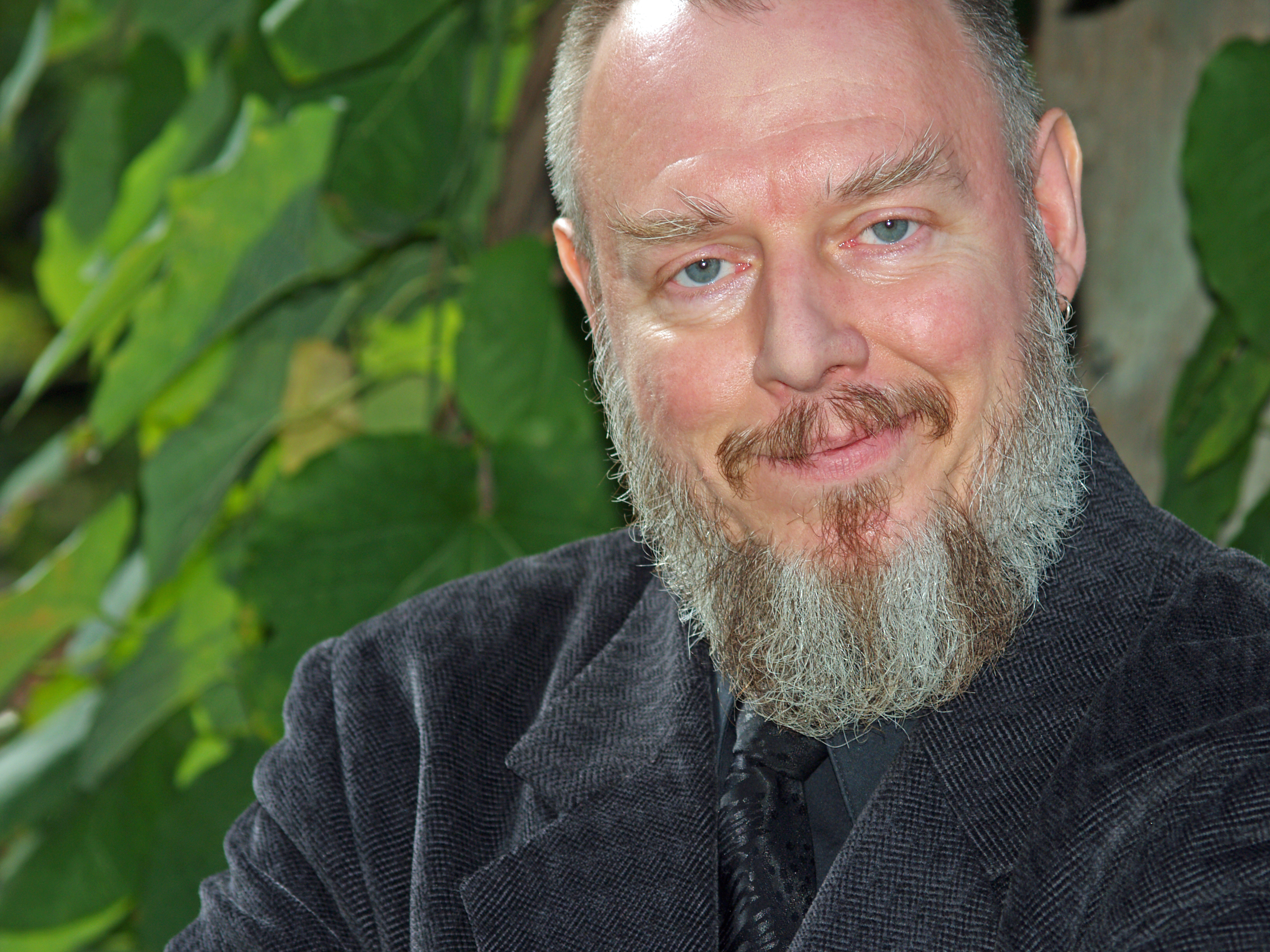
Peter H. Gilmore

Peter H. Gilmore (New York, 24 mei 1958) is een Amerikaanse schrijver en de 'High Priest' van de Church of Satan ('Kerk van Satan'). Hij werd in 2001 benoemd tot High Priest door Magistra Blanche Barton. De leden van de kerk spreken hem aan als Magus Peter H. Gilmore, High Priest of the Church of Satan.
Als vertegenwoordiger van de Church of Satan heeft hij in de loop der jaren veel interviews gegeven aan zowel tv-zenders als radio en kranten.

## Levensloop
Gilmore is geboren en getogen in New York. Toen hij dertien was las hij voor het eerst de Satanic Bible en beschreef het satanisme als een invloed die zijn leven voor altijd heeft veranderd.
In 1989 is hij samen met zijn vrouw Peggy Nadramia begonnen met het maken van een satanistische krant, The Black Flame. Deze krant bestaat heden ten dage nog steeds.

## The Satanic Scriptures
Op Walpurgisnacht 2007 verscheen zijn boek The Satanic Scriptures. In dat boek heeft Gilmore al zijn verhalen en interviews over het satanisme verzameld. In oktober 2007 kwam de paperbackversie van zijn boek uit (ISBN 0976403595). In het boek geeft hij ook informatie over rituelen die alleen door leden van de kerk te volgen zijn, zoals satanistische bruiloften of begrafenissen.